# Asuka Soryu Langley
Asuka Langley Soryu (en japonais : 惣流・アスカ・ラングレー ()) est l'un des personnages principaux de la série d'animation japonaise Neon Genesis Evangelion, de son film conclusif The End of Evangelion et de la tétralogie cinématographique Rebuild of Evangelion. Elle apparaît également dans les nombreuses adaptations en manga et jeu vidéo que la série a connu depuis sa création en 1995.
Asuka est une adolescente sûre d'elle et exubérante qui peut se montrer adorable comme très arrogante. Jeune fille surdouée, c'est une pilote exceptionnelle employée par l'organisation confidentielle NERV pour combattre des monstres appelés « Anges » avec l'Evangelion EVA-02, une arme ayant l'apparence d'un robot géant. Elle cache en réalité sous ses airs assurés une grande détresse mentale dû à des épisodes traumatisants de son enfance. Elle est très appréciée par les fans de la franchise.

## Présentation
Asuka est la fille de la scientifique germano-japonaise Kyôko Langley Zeppelin de la NERV et d'un père inconnu d'origine américain. Élève surdouée, elle a grandi en Allemagne où elle a obtenu un diplôme universitaire à seulement 14 ans. Asuka est une pilote d'EVA exceptionnelle et, à la différence Shinji Ikari, tire une grande fierté de sa mission,.
Son fort tempérament et son caractère exubérant contraste beaucoup avec ceux de Shinji et de Rei Ayanami. Elle est ambitieuse et si elle se montre aimable et disciplinée envers ses supérieurs, elle est arrogante et orgueilleuse en privé avec ses camarades de classes. Asuka veut être la meilleure dans tous les domaines et combat les Anges autant pour protéger l'Humanité que pour prouver sa superiorité,.
Asuka connaît une fin tragique : après un échec lors d'un combat elle sombre dans une dépression nerveuse qui la rend léthargique et qui l'empêche de piloter son EVA, son unique raison de vivre. Elle se fera violemment éborgner et démembrer lors d'un ultime combat et choisit de refuser l'Instrumentation après le « Troisième impact ». Quand elle réapparaît sur la Terre dévastée, Shinji tente de l'étrangler avant de desserrer son étreinte. Elle prononce alors les derniers mots de la série : « C'est dégoûtant », dont l'interprétation est encore sujet à controverse.

## Personnalité
Si Asuka apparaît au début de l'intrigue comme un personnage « simple », sympathique et bavarde, sa psychologie se révèle bien plus complexe dans la suite de l'histoire. Derrière son assurance affichée, elle tente de cacher une enfance traumatisante : alors qu'elle n'avait que quatre ans, sa mère, devenue folle, tente de l'étrangler à mort avant de se suicider. Elle tente de combler ce manque d'affection avec Ryoji, son tuteur, dont elle est amoureuse.
Possédant un complexe de supériorité évident, elle est souvent méchante et violente envers ses camarades et en particulier envers Rei et Shinji. Ses sentiments pour ce dernier sont ambigus : elle le méprise ouvertement tout en le taquinant sexuellement. Asuka est en réalité victime d'un très grand manque de confiance en elle. Sa meilleure amie est la représentante de classe Hikari Horaki.

## Dans les adaptations
Dans la première adaptation en manga de la série, Asuka a un physique et une personnalité légèrement différente. Moins rousse que dans l’œuvre originale, son attirance sentimentale pour Shinji est moins évidente. Alors que dans les nombreux spin-off de la série qui abordent l'univers d'Evangelion sous l'angle de la comédie romantique (comme Girlfriend of Steel 2nd ou Plan de complémentarité Shinji Ikari), elle est clairement amoureuse de Shinji et sa rivalité avec Rei est au cœur des intrigues.
Dans la tétralogie Rebuild of Evangelion, elle n'apparaît qu'à partir du second film, Evangelion: 2.0 You Can (Not) Advance, sous le nom d'Asuka Langley Shikinami. Elle reprend une partie du rôle que tient Toji Suzuhara dans la série et est gravement blessée dans un combat contre un Ange. Dans le troisième film, Evangelion: 3.0 You Can (Not) Redo elle apparait avec des séquelles sur toute la partie gauche de son corps et avec un bandeau cachant son œil gauche crevé. Elle semble encore plus énervée contre Shinji qu'elle considère comme égoïste et surtout comme le responsable du Troisième impact. Elle dit aussi ne plus vieillir à cause de la « malédiction des pilotes d'EVA » et conserve son apparence d'adolescente malgré les années qui passent.